# Parafia św. Marka w Rudniku
Parafia Świętego Marka w Rudniku - parafia rzymskokatolicka w Rudniku, należąca do archidiecezji lubelskiej i Dekanatu Turobin. Została erygowana 26 maja 1988. Znajduje się pod numerem 89A.